# Lettische Basketballnationalmannschaft
Die lettische Basketballnationalmannschaft repräsentiert Lettland bei Basketball-Länderspielen der Herren. Ihr größter Erfolg ist der Gewinn der ersten Basketball-Europameisterschaft 1935.

## Geschichte
Ähnlich wie in Litauen fand der Basketball-Sport in Lettland früh Verbreitung. Vor dem Zweiten Weltkrieg gehörte die lettische Mannschaft zu den erfolgreichsten Europas und gewann die Europameisterschaft 1935 sowie Silber bei der EM 1939. Während der ersten Jahre der Sowjetunion gewann ASK Riga den Landesmeisterpokal drei Mal hintereinander, Spieler des Vereins wie der 2,18 m große Jānis Krūmiņš, Valdis Muižnieks und Maigonis Valdmanis gehörten auch in der sowjetischen Nationalmannschaft zu den wichtigsten Stützen. Weitere wichtige lettische Spieler in der Sowjetzeit waren der Weltmeister 1982 Valdis Valters und der Olympiasieger 1988 Igors Miglinieks, der wie Gundars Vētra auch Mitglied des Vereinten Teams 1992 war.
Ohne Miglinieks und Vētra, der kurzzeitig in der NBA spielte, versuchte die lettische Nationalmannschaft an ihre alten Erfolge anzuknüpfen. Sie qualifizierte sich 1993 für die erste Europameisterschaft seit der erneuten Unabhängigkeit und erreichte die Zwischenrunde. Bei der EM 2001 gelang der Einzug ins Viertelfinale, nachdem Lettland in der Zwischenrunde Litauen überraschend deutlich geschlagen hatte. Seitdem konnte sie sich für jede weitere Europameisterschaft qualifizieren, schied dann allerdings jeweils nach der Vorrunde aus. Nachdem 2007 und 2009 der NBA-Spieler Andris Biedriņš Teil der Mannschaft gewesen war, trat man 2011 mit größtenteils jungen und international unerfahrenen Spielern an.

## Abschneiden bei internationalen Turnieren

### Olympische Sommerspiele
| - 1936 – 15. Platz - 1948 – 1988 – Teil der Sowjetunion - 1992 – 2020 – nicht qualifiziert |

### Basketball-Weltmeisterschaft
| - 1950 – 1990 – Teil der Sowjetunion - 1994 – 2019 – nicht qualifiziert - 2023 – 5. Platz |

### Basketball-Europameisterschaft
| - 1935 – Goldmedaille - 1937 – 6. Platz - 1939 – Silbermedaille - 1946 – 1991 – Teil der Sowjetunion | - 1993 – 9. Platz - 1995 – nicht qualifiziert - 1997 – 16. Platz - 1999 – nicht qualifiziert | - 2001 – 8. Platz - 2003 – 13. Platz - 2005 – 13. Platz - 2007 – 13. Platz | - 2009 – 13. Platz - 2011 – 21. Platz - 2013 – 11. Platz - 2015 – 8. Platz | - 2017 – 5. Platz - 2022 – nicht qualifiziert |

## Kader
| Spieler | Spieler          | Spieler           | Spieler | Spieler | Spieler  | Spieler                     |
| Nr.     | Name             | Geburt            | Größe   | Info    | Einsätze | Verein                      |
| ------- | ---------------- | ----------------- | ------- | ------- | -------- | --------------------------- |
|         |                  | Guards (PG, SG)   |         |         |          |                             |
| 9       | Dairis Bertāns   | 09.09.1989        | 193 cm  | /       |          | VEF Riga                    |
| 21      | Aigars Šķēle     | 04.12.1992        | 192 cm  |         |          | BM Stal Ostrów Wielkopolski |
| 47      | Artūrs Kurucs    | 19.01.2000        | 193 cm  |         |          | Promitheas Patras           |
| 55      | Artūrs Žagars    | 21.04.2000        | 190 cm  |         |          | Nevezis-Optibet             |
| 66      | Kristers Zoriks  | 25.05.1998        | 193 cm  |         |          | Aliaga Petkim               |
|         |                  | Forwards (SF, PF) |         |         |          |                             |
| 00      | Rodions Kurucs   | 05.02.1998        | 206 cm  |         |          | UCAM Murcia                 |
| 8       | Dāvis Bertāns    | 12.11.1992        | 208 cm  |         |          | Oklahoma City Thunder       |
| 11      | Rolands Šmits    | 25.06.1995        | 207 cm  |         |          | Žalgiris Kaunas             |
| 12      | Artūrs Strautiņš | 23.10.1998        | 198 cm  |         |          | Derthona Basket             |
| 28      | Andrejs Gražulis | 21.07.1993        | 202 cm  |         |          | Aquila Basket Trento        |
|         |                  | Center (C)        |         |         |          |                             |
| 18      | Klāvs Čavars     | 11.02.1996        | 208 cm  |         |          | Yokohama Excellence         |
| 32      | Anžejs Pasečņiks | 20.12.1995        | 218 cm  |         |          | Betis Sevilla               |

| Trainer  | Trainer        | Trainer        |
| Nat.     | Name           | Position       |
| -------- | -------------- | -------------- |
| Italien  | Luca Banchi    | Head Coach     |
| Lettland | Jānis Gailītis | Assistenzcoach |

| Legende           | Legende                                    |
| Abk.              | Bedeutung                                  |
| ----------------- | ------------------------------------------ |
| (C)               | Mannschaftskapitän                         |
|                   | verletzt während weiter Teile der Kampagne |
| Quellen           |                                            |
| Teamhomepage      |                                            |
| Ligahomepage      |                                            |
| Stand: 23.08.2023 |                                            |

| Legende           | Legende                                    |
| Abk.              | Bedeutung                                  |
| ----------------- | ------------------------------------------ |
| (C)               | Mannschaftskapitän                         |
|                   | verletzt während weiter Teile der Kampagne |
| Quellen           |                                            |
| Teamhomepage      |                                            |
| Ligahomepage      |                                            |
| Stand: 23.08.2023 |                                            |

## Ehemalige Kader
| Nr. | Name             | Geburtsdatum    | Größe  | Position | Einsätze | Club                        |
| --- | ---------------- | --------------- | ------ | -------- | -------- | --------------------------- |
| 9   | Dairis Bertāns / | 09.09.1989      | 193 cm | Guard    |          | VEF Riga                    |
| 21  | Aigars Šķēle     | 04.12.1992      | 192 cm | Guard    |          | BM Stal Ostrów Wielkopolski |
| 47  | Artūrs Kurucs    | 19.01.2000      | 193 cm | Guard    |          | Promitheas Patras           |
| 55  | Artūrs Žagars    | 21.04.2000      | 190 cm | Guard    |          | Nevezis-Optibet             |
| 66  | Kristers Zoriks  | 25.05.1998      | 193 cm | Guard    |          | Aliaga Petkim               |
| 00  | Rodions Kurucs   | 05.02.1998      | 206 cm | Forward  |          | UCAM Murcia                 |
| 8   | Dāvis Bertāns    | 12.11.1992      | 208 cm | Forward  |          | Oklahoma City Thunder       |
| 11  | Rolands Šmits    | 25.06.1995      | 207 cm | Forward  |          | Žalgiris Kaunas             |
| 12  | Artūrs Strautiņš | 23.10.1998      | 198 cm | Forward  |          | Bertram Derthona Basket     |
| 28  | Andrejs Gražulis | 21.07.1993      | 202 cm | Forward  |          | Aquila Basket Trento        |
| 18  | Klāvs Čavars     | 11.02.1996      | 208 cm | Center   |          | Yokohama Excellence         |
| 32  | Anžejs Pasečņiks | 20.12.1995      | 218 cm | Center   |          | Betis Sevilla               |
|     | Luca Banchi      | Head Coach      |        |          |          |                             |
|     | Jānis Gailītis   | Assistenz-Coach |        |          |          |                             |